# Christian Schulz
Pour les articles homonymes, voir Schulz.
Christian Schulz est un footballeur allemand né le 1er avril 1983 à Bassum (Basse-Saxe).

## Palmarès
- Werder Brême
  - Vainqueur de la Bundesliga en 2004.
  - Vainqueur de la Coupe d'Allemagne en 2004.
  - Vainqueur de la Coupe de la Ligue d'Allemagne en 2006.